# Hubert Schirneck
Hubert Schirneck (* 28. November 1962 in Gera) ist ein deutscher Schriftsteller.
Schirneck schreibt Gedichte, Drehbücher, Radiotexte sowie Erzählungen für Erwachsene und Kinder (u. a. für den Ohrenbär), die in zahlreiche Sprachen übersetzt worden sind. Ein Teil seines bisherigen Werkes erschien in bibliophiler Ausstattung im Rahmen limitierter Ausgaben. 
Schirneck lebt in Weimar und ist seit Mai 2012 Mitglied im PEN-Zentrum Deutschland.

## Bibliographie

### Lyrik und Prosa
- Was immer uns trägt. Gedichte. Nachwort Günter Kunert, Passau 1989.
- Ausordnen Gedichte. Passau 1991.
- Das Fest. Mit Holzschnitten von Alfred Pohl. Krefeld 1992.
- Das Endspiel. Erzählung. Passau 1995.
- Das zehnte Jahr, Traumerzählungen. Mit Ernst Jünger und Günter Coufal. Passau 1996.
- Der Tag an dem mich Gregor Samsa besuchte und andere unglaubliche Begebenheiten. Nachwort Wulf Kirsten. Rudolstadt 1999.
- Sieben Totentänze, Gedichte, Ill. Karl-Georg Hirsch, Leipzig und Frankfurt/Main 2001.
- Zusammengewürfelt und auseinandergeschirneckt. Passau 2002.
- Das Herz der Dinge. Erzählungen. Erfurt 2010.
- Smiling Death oder Die Kunst, lächelnd von einem Tisch aufzustehen. Roman. Berlin 2011.
- Die Beherrscher der neuen Erde. Gedichte. Weimar 2015.
- Als ich den Buchstaben M erfand. Geschichten und Lieder. Mit Andreas Schirneck. Gefell 2018.
- Das ist doch kein Alter!. Erzählungen. Weimar 2022.
- Das Nichts und das Etwas. Essayistische Texte. Weimar 2023.
- Die automatische Weltreise. Langgedicht. Originalgrafisches Künstlerbuch mit 5 Monotypien von Uwe Klos. edition duplici, Cossengrün 2023
- Die automatische Weltreise. Langgedicht. Cossengrün 2024.

### Kinder- und Jugendbücher
- Das Neueste von den 7 Zwergen. Kinderbuch. Wien 2000.
- Als der Lange seine gute Laune verlor. Bilderbuch. Wien 2001.
- Kiri Wal zählt die Sterne. Bilderbuch. Wien, Verlag Jungbrunnen, 2003.
- Was ist ein Traum?, fragte Jonas. Bilderbuch. Wien, Verlag Jungbrunnen, 2003.
- Flaschenpost für Papa. Kinderbuch. St. Pölten 2004.
- Theo und der Aufstand der Bücher. Stuttgart 2007.
- Die Fußballmeister aus dem All. Stuttgart 2008.
- Die grüne Nudelsuppe spielt Geige. Wien, Verlag Jungbrunnen, 2008.
- Wir, die Osterhasen!. Wien, Verlag Jungbrunnen, 2011.
- Typisch Bär!. Köln 2012.
- Matratzen zum Frühstück oder Die erste intergalaktische Fußballweltmeisterschaft. Röthenbach 2014.
- Der Waschbär putzt sein Badezimmer. Geschichtenbilderbuch. Berlin 2014.
- Der Wolkenkratzer schwingt die Bürste. Geschichtenbilderbuch. Berlin 2015.
- Kommt die Kuh aus Kuhba?. Geschichtenbilderbuch. Berlin 2016.
- Das geheimste Geheimnis der Welt. Bilderbuch. München 2016.
- Kruzifünferl oder Wie man keine Geschichte schreibt. Erzählung. Weimar 2020.
- Zwillinge im Doppelpass. Kinderbuch. Hamburg 2021.
- Der Baum gehört mir. Kinderroman. Hamburg 2021.
- Die Abenteuer des Konrad Frühling. Kinderroman. Wien 2023.

### Rundfunk
- Entführung in die Wirklichkeit. Brief an einen Deutschlehrer, Radioessay, SFB, 1998.
- Hund in der Hängematte, Geschichtenserie (Ohrenbär), SFB, WDR, NDR, 1997.
- Der Lügenkönig von Heuchelheim, Geschichtenserie, SFB, WDR, NDR, 1998.
- Die haarsträubenden Flunkereien des Baldur Borin, Geschichtenserie, SFB, WDR, NDR, 1998.
- Vom Käsekuchen-Olli, Funkerzählung, SFB, WDR, NDR, 2002.
- Die ganz alltäglichen Abenteuer des Langen und seiner Freunde, Geschichtenserie, SFB, WDR, NDR, 2002.
- Vom Weihnachtsmann und den vielen Wünschen, Geschichtenserie, SFB, WDR, NDR, 2002.
- Die seltsame Welt der Tiere. Aus den Aufzeichnungen eines Tierforschers, Geschichtenserie, RBB, WDR, NDR, 2003.
- Typisch Bär! Geschichtenserie, RBB, WDR, NDR, 2004 und 2006.
- Mein Freund, der Roboter, Geschichtenserie, RBB, WDR, NDR, 2005.
- Die erste galaktische Fußballweltmeisterschaft, Geschichtenserie, RBB, WDR, NDR, 2006.
- Wir, die Osterhasen! Geschichtenserie, RBB, WDR, NDR, 2007.
- Die seltsame Welt der Tiere. Aus den Aufzeichnungen eines Tierforschers, Geschichtenserie, RBB, WDR, NDR, 2009.
- Die Familie im Stiefel, Geschichtenserie, RBB, WDR, NDR, 2009.
- Die haarsträubenden Flunkereien des Baldur Borin, Geschichtenserie, RBB, WDR, NDR, 2010.

### Tonträger
- Die ganz alltäglichen Abenteuer des Langen und seiner Freunde. CD und MC, Deutsche Grammophon. 1996.

## Auszeichnungen
- Niederrheinischer Literaturpreis 1992.
- Österreichischer Staatspreis für Kinder- und Jugendliteratur 2005.
- Zehn besondere Bücher zum Andersentag 2011 für Die grüne Nudelsuppe spielt Geige
- Thüringer Literaturstipendium Harald Gerlach 2014.